# MBDA Exocet
O Exocet (/ɛɡzɔsɛ/, do francês Exocoetidae, peixe-voador) é um míssil antinavio de construção francesa, fabricado pela empresa MBDA, que possui várias versões que podem ser lançadas a partir de navios, submarinos, helicópteros e aviões. Centenas desses mísseis foram lançados em combate durante os anos 1980.
Usado a partir de aeronaves Dassault-Breguet Super Étendard, o AM39 ganhou notoriedade durante a Guerra das Malvinas por ter causado o afundamento do destroyer Type 42 HMS Sheffield (D80) e do navio Atlantic Conveyor. O MM38, disparado a partir da terra por um lançador retirado de um navio, causou danos ao HMS Glamorgan.
Os argentinos também alegam ter danificado o porta-aviões HMS Invincible, o que é negado pelos britânicos.
O Exocet, em sua versão lançada do ar (AM.39), também foi intensamente utilizado durante a Guerra Irã-Iraque pela Força Aérea do Iraque. Acredita-se que entre 350 e 400 mísseis tenham sido adquiridos entre 1979 e 1988. No início do conflito os mísseis eram lançados de helicópteros Super Frelon. Posteriormente o Iraque arrendou 5 Super Étendard e a partir de 1984 passou a utilizar definitivamente o Mirage F.1 como plataforma de lançamento.
Os principais alvos dos mísseis eram petroleiros e plataformas petrolíferas iranianas, além de outros navios mercantes que faziam comércio com o Irã. Mas a vítima mais conhecida foi a fragata USS Stark, da Marinha dos EUA. O ataque ocorreu no dia 17 de maio de 1987 e não se conhece a verdadeira razão.

## Versões
- MM38 (lançado da superfície)
- AM39 (lançado do ar)
- SM39 (lançado submerso)
- MM40 (lançado da superfície) block I/II/III

## Características
- Versão: MM40 block I
- Alcance (km): 70
- Velocidade (km/h): 1.100
- Tipo de ogiva: Alto Explosivo
- Peso da ogiva (kg): 165
- Peso total (kg): 855
- Comprimento (metros): 5,8
- Diâmetro (metros): 0,35
- Sistema guiamento: Inercial e radar ativo na fase final